# Madison Cawthorn
David Madison Cawthorn (Asheville, 1º agosto 1995) è un politico statunitense, membro della Camera dei Rappresentanti per lo stato della Carolina del Nord dal 2021 al 2023.

## Biografia
Nato ad Asheville, nel 2014 Cawthorn fu nominato per la selezione presso la United States Naval Academy ma fu scartato. Nello stesso anno, mentre viaggiava come passeggero su un SUV guidato da un suo amico sulla Interstate 4, Cawthorn restò coinvolto in un incidente stradale a seguito del quale restò paralizzato negli arti inferiori e costretto alla sedia a rotelle. Nel 2016 si iscrisse al college nella facoltà di scienze politiche ma abbandonò gli studi dopo pochi esami.
Fondò in seguito una società di speculazione edilizia chiamata SPQR Holdings, LLC, il cui nome fu oggetto di critiche in quanto l'acronimo SPQR viene spesso utilizzato da gruppi razzisti e suprematisti bianchi; Cawthorn tuttavia respinse ogni accusa in merito. Fece inoltre discutere un suo post su Instagram risalente al 2017, quando in visita presso la residenza privata di Adolf Hitler al Nido dell'Aquila, utilizzò la parola Führer; la fotografia fu in seguito cancellata. Fu poi accusato di comportamenti sessuali inappropriati da una ragazza che aveva frequentato da adolescente e 150 allievi del suo college sottoscrissero una lettera pubblica in cui veniva accusato di "comportamenti sessuali predatori".
Nel 2020, quando il deputato Mark Meadows lasciò la Camera dei Rappresentanti per divenire capo di gabinetto della Casa Bianca nell'amministrazione Trump, Cawthorn si candidò per il suo seggio come esponente del Partito Repubblicano. Nelle primarie riuscì a sconfiggere l'avversaria Lynda Bennett, che era stata sostenuta pubblicamente sia da Meadows sia da Trump. Nelle elezioni generali sconfisse anche l'avversario del Partito Democratico e divenne così, all'età di venticinque anni, il più giovane deputato da quando nel 1965 fu eletto Jed Johnson Jr., nonché il primo deputato nato negli anni Novanta. Nel maggio 2022 viene sconfitto nelle primarie repubblicane da Chuck Edwards.